# Női 3 × 5 km-es sífutóváltó az 1972. évi téli olimpiai játékokon
Az 1972. évi téli olimpiai játékokon a sífutás női 3 × 5 km-es váltó versenyszámát február 12-én rendezték. Az aranyérmet a szovjet csapat nyerte meg. A versenyszámban nem vett részt magyar csapat.

## Végeredmény
Az időeredmények másodpercben értendők.
| Helyezés | Csapat                                                                                   | Idő                                 |
| -------- | ---------------------------------------------------------------------------------------- | ----------------------------------- |
| Arany    | Szovjetunió (URS) · Ljubov Muhacsova · Alevtyina Oljunyina · Galina Kulakova             | 48:16,15 16:49,20 16:30,91 15:26,04 |
| Ezüst    | Finnország (FIN) · Helena Takalo-Kivioja · Hilkka Riihivuori-Kuntola · Marjatta Kajosmaa | 49:19,37 17:04,93 16:41,67 15:32,77 |
| Bronz    | Norvégia (NOR) · Inger Aufles · Aslaug Dahl · Berit Mørdre                               | 49:51,49 17:36,75 16:34,87 15:39,87 |
| 4.       | NSZK (FRG) · Monika Mrklas · Ingrid Rothfuß · Michaela Endler                            | 50:25,61 17:40,22 17:06,50 15:38,89 |
| 5.       | NDK (GDR) · Gabriele Haupt · Renate Fischer-Köhler · Anni Unger                          | 50:28,45 17:37,32 16:49,56 16:01,57 |
| 6.       | Csehszlovákia (TCH) · Alena Bartošová · Helena Šikolová · Milena Cillerová               | 51:16,16 17:35,77 17:06,47 16:33,92 |
| 7.       | Lengyelország (POL) · Anna Gębala-Duraj · Józefa Chromik · Weronika Budny                | 51:49,13 18:21,93 17:15,45 16:11,75 |
| 8.       | Svédország (SWE) · Meeri Bodelid · Eva Olsson · Birgitta Lindqvist                       | 51:51,84 18:32,24 17:09,91 16:09,69 |
| 9.       | Japán (JPN) · Ózeki Tokiko · Takahasi Hiroko · Szaitó Hideko                             | 53:20,75 18:30,54 17:51,41 16:58,80 |
| 10.      | Kanada (CAN) · Shirley Firth · Sharon Firth · Roseanne Allen                             | 53:37,82 18:39,47 17:37,29 17:21,06 |
| 11.      | Egyesült Államok (USA) · Barbara Britch · Alison Owen-Spencer · Martha Rockwell          | 53:38,60 18:48,54 18:33,66 16:16,40 |